# Ukrainian Cargo Airways
Ukrainian Cargo Airways of Ukrainian Air Transport Company (Oekraïens: Українська авіаційна транспортна компанія (УАТК)) was een Oekraïense luchtvaartmaatschappij met thuisbasis in Zaporizja.

## Geschiedenis
Ukrainian Cargo Airways werd opgericht in 1993 door het ministerie van defensie. Van 1993 tot 1998 werden geen vluchten uitgevoerd.

## Vloot
De vloot van Ukrainian Cargo Airways bestaat uit: (maart 2007)
- 5 Ilyushin Il-76MD
- 8 Ilyushin IL-76TD
- 1 Ilyushin IL-78
- 1 Tupolev TU-154B
- 2 Antonov AN-12BP
- 2 Antonov AN-26(A)